# Геотрихоз
Геотрихоз — заболевание, относящееся к микозам. Возбудителем геотрихоза является плесневый грибок Geotrichum candidum. Это весьма распространенная в природе плесень. Его можно получить из почвы, воды, воздуха, продуктов питания. Например, в молочной промышленности плесень геотрихум участвует в образовании белой корочки у сыров типа камамбер или бри. В организме и на коже здорового человека Geotrichum candidum спокойно существует и не вызывает никаких проблем со здоровьем. Нормальный состав микрофлоры человека и достаточный иммунитет позволяют удерживать развитие условно патогенных микроорганизмов. Лишь при сбое иммунной защиты, например при сахарном диабете, ВИЧ, лейкозах или после терапии антибиотиками и цитостатиками возможно возникновение заболевания в виде генерализованной(системной) формы. Встречается геотрихоз и у животных и птиц.
Впервые заболевание описал в 1847 году Беннетт, как суперинфекцию с наличием аналогичной туберкулёзу полостью в легких. Позднее, в 1916 и 1928 годах, были описаны аналогичные случаи.

### Клинические проявления.
Заболевание носит генерализованный характер, и его проявления встречаются во многих органах и системах. В большинстве случаев это поражение бронхолёгочной системы, но могут быть вовлечены и другие слизистые — пищеварительный тракт, влагалище, мочевой пузырь. Кожные проявления микоза так же часты.
Лёгочный геотрихоз является наиболее частой формой и по симптомам похож на вторичный туберкулёз. Кашель с густой, серой мокротой, иногда с кровью, хрипы, боли в груди, лихорадка, частый пульс и лейкоцитоз.
Бронхиальный геотрихоз не распространяется на лёгочную ткань, а поражает бронхи, то есть мицелий разрастается в их просвете. В этом случае картина хронического бронхита — кашель, густая мокрота, отсутствие лихорадки, хрипы, признаки обструкции.
Оральный и вагинальный геотрихоз похожи на молочницу, вызванную дрожжевым грибком Candida albicans, с чем его и путают. Разница может быть определена с помощью микроскопического анализа. При заражении образуется белый налет, и пациенты, как правило, сообщают о жжении. Вагинальный геотрихоз часто встречается у беременных женщин и часто ассоциируется с вагинитом.
Желудочно-кишечный геотрихоз проявляется энтероколитом.
Кожный геотрихоз имеет два различных варианта, поверхностный и глубокий. Поверхностные формы инфекции наблюдаются на кожных складках, в том числе субмаммарно, в паху, перианально и между пальцами. Глубокая форма — в виде узелков, поверхностных опухолей или язв на ногах, лице и руках.

### Диагностика
Диагностика геотрихоза производится забором материала и последующим его посевом и микроскопией. Культивирование цилиндрических, бочкообразных или эллиптических белых пушистых колоний в значительных количествах — показатель того, что у пациента может быть геотрихоз. Под микроскопом грибы типичные дрожжеподобные, с перегородками в гифах, с ветвлениями. Артроспоры прямоугольные с плоскими или закруглёнными концами размером 6-12μm х 3-6μm. Ещё один способ идентификации для G. candidum является селективный метод изоляции, основанный на толерантности грибов к новобиоцину и углекислому газу.
Рентгеновские лучи, рентген лёгких могут быть использованы для изучения лёгочной ткани. Изменения напоминают ранние признаки туберкулёза — округлые, ровные, плотные очаговые инфильтраты, некоторые с полостями. При поражении бронхов — перибронхиальные утолщения с мелкой пятнистостью — инфильтрация по ходу средних и крупных бронхов.

### Лечение
Геотрихоз обычно имеет хороший прогноз, и пациенты, как правило, успешно выздоравливают. Для этиотропного лечения используют противомикробные препараты местного и системного действия. Можно использовать их сочетания. Желательно перед назначением определить возбудителя и его чувствительность к антимикотическим лекарствам. Помимо этого проводится комплекс общего лечения — режим, питание, восстановление иммунитета и микрофлоры, симптоматическая терапия при возникновении осложнений и обострении фоновой патологии.
В случае развития обширного поражения прогноз может быть неблагоприятный. 